# فرودگاه شهری اوبورن/لویستون
فرودگاه شهری اوبورن/لویستون (به انگلیسی: Auburn/Lewiston Municipal Airport) یک فرودگاه همگانی بهره‌برداری هوایی با کد یاتا LEW است که یک باند فرود آسفالت دارد و طول باند آن ۱۵۲۴ متر است. این فرودگاه در کشور ایالات متحده آمریکا قرار دارد و در ارتفاع ۸۸ متری از سطح دریا واقع شده‌است.